# 卡利希懷 (夏威夷州)
卡利希懷（英語：Kalihiwai）是位於美國夏威夷州可愛縣的一個人口普查指定地區。

## 地理
卡利希懷的座標為22°12′59″N 159°25′07″W / 22.21639°N 159.41861°W，而該地最高點為海拔高度10米（即33英尺）。

## 人口
根據2010年美國人口普查的數據，卡利希懷的面積為7.20平方千米，當中陸地面積為6.90平方千米，而水域面積為0.30平方千米。當地共有人口450人，而人口密度為每平方千米62.5人。